# Plasser & Theurer

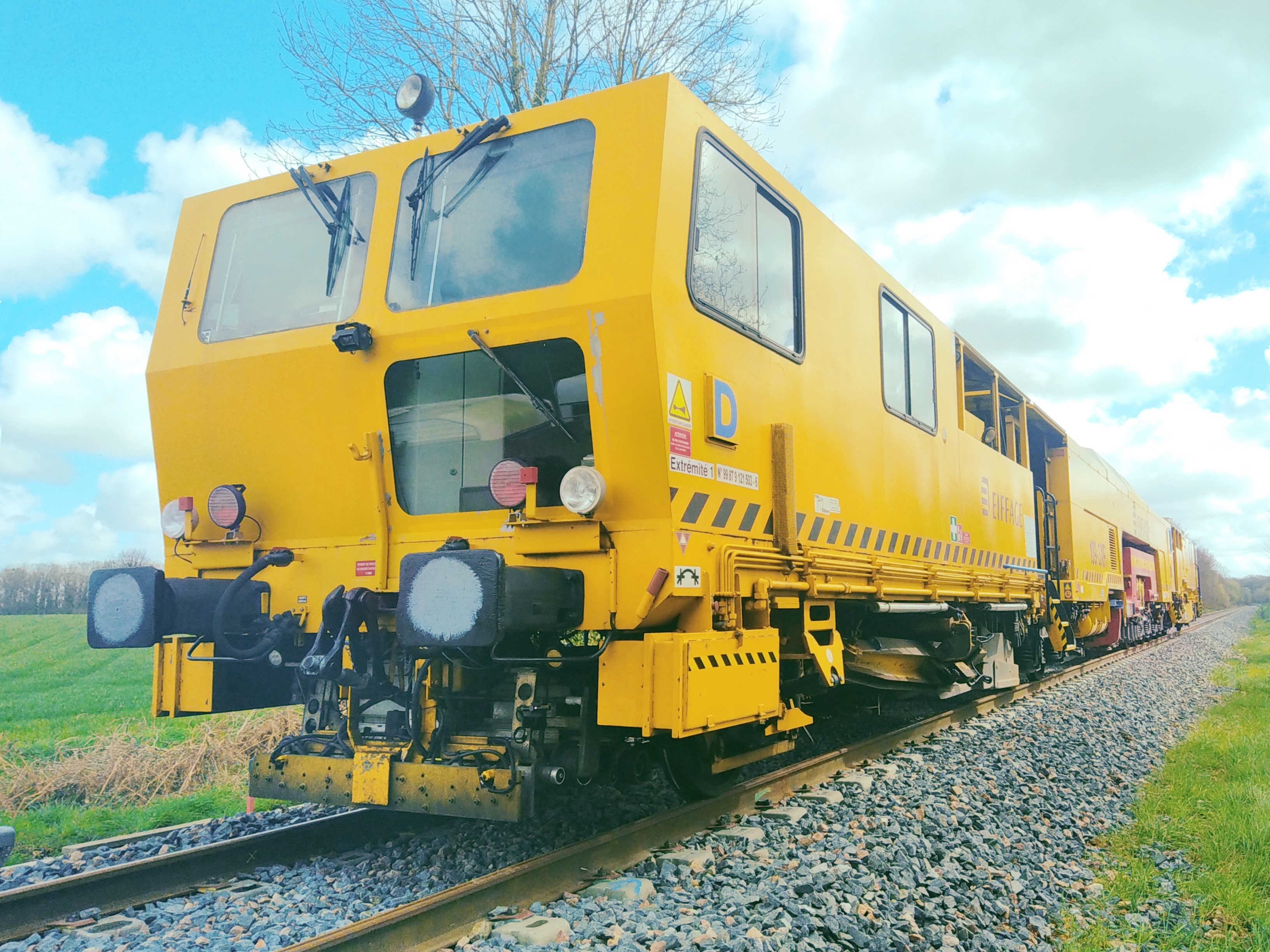
Une bourreuse-niveleuse Plasser & Theurer 109-3XR de la société Eiffage-Rail à Créhen le 24 mars 2024, lors de la rénovation de la ligne Dinan-Lamballe dans les Côtes-d'Armor.

Plasser & Theurer est une entreprise autrichienne de construction de matériel de maintenance ferroviaire.

## Histoire

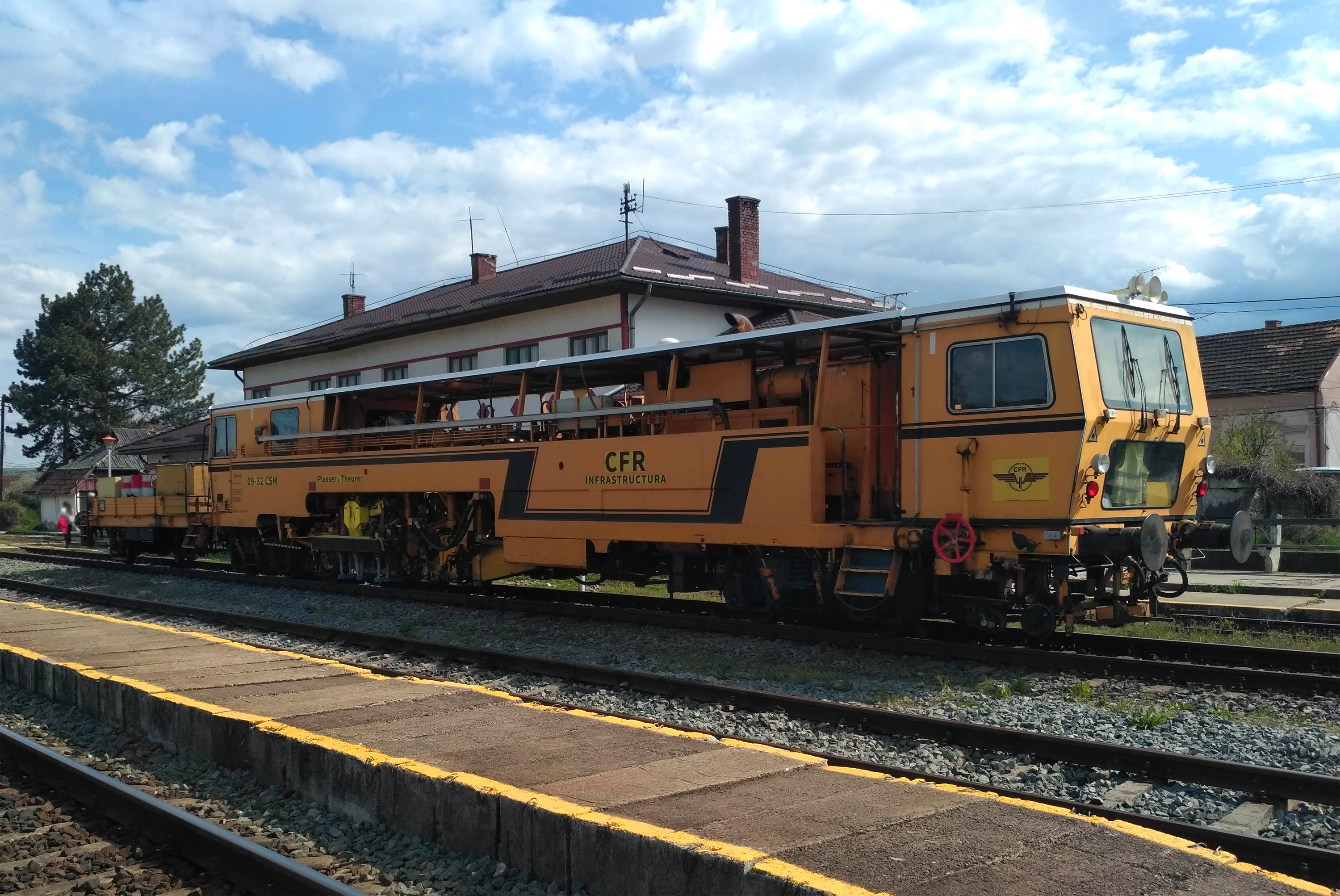
Un véhicule de maintenance Plasser & Theurer en Roumanie

L'entreprise est fondé en 1953 par un groupe de neuf personnes. Il s'agit d'une entreprise privée dont 30 % est détenue par Josef Theurer, 30 % par sa fille Elisabeth Max-Theurer,  20 % pour Dorothea Theurer et 20 % Hans-Jörg Holleis. L'entreprise est active dans plus de 100 pays.